# For the Love of Ray J
For the Love of Ray J è il quinto album del cantante R&B statunitense Ray J, pubblicato nel 2009 dalla Knockout Entertainment/E1 Music.

## Tracce
1. For The Love Of Ray J – 4:00
2. Sexy Ladies (feat. Truth & Shorty Mack) – 3:17
3. Crush (feat. Warren G) – 3:58
4. Paradise (feat. Truth) – 4:20
5. Sex In The Rain (feat. Shorty Mack) – 4:46
6. She Freaky (feat. Unk) – 3:50
7. Keep It Playa (feat. Slim Thug & The Boss Hogg Outlawz) – 3:59
8. She Got Me Like (Ahh S***) (feat. Bubba Sparxxx) – 3:35
9. Dirty Samantha (feat. Shorty Mack) – 2:55
10. Good Times (feat. Shorty Mack) – 4:08
11. Apocalypse Soul (feat. Willie Norwood) – 3:39
12. Sexy Can I (The Remix) (feat. Sheek Louch) – 3:47